# 올림픽 트리니다드 토바고 선수단
트리니다드 토바고는 영국으로부터 독립하기 전인 1948년 하계 올림픽에 처음 참가했다. 카리브해의 작은 나라임에도 불구하고 트리니다드 토바고는 국제 스포츠에서 확고한 입지를 다져왔다. 1946년 레녹스 오라일리 경(Sir Lennox O'Reilly)은 이 나라 최초의 올림픽 위원회를 조직했다. 트리니다드 토바고는 16개의 하계 올림픽과 3개의 동계 올림픽(2개의 하계 패럴림픽 포함)에 참가했다.

## 참가

### 참가 타임라인
| 날짜      | 팀                | 팀                      | 팀                |
| --------- | ----------------- | ----------------------- | ----------------- |
| 1948–1956 | 자메이카 (JAM)    | 트리니다드 토바고 (TTO) |                   |
| 1960      | 서인도 연방 (BWI) | 서인도 연방 (BWI)       | 서인도 연방 (BWI) |
| 1964      | 자메이카 (JAM)    | 트리니다드 토바고 (TTO) |                   |
| 1968–     | 자메이카 (JAM)    | 트리니다드 토바고 (TTO) | 바베이도스 (BAR)  |

## 대회별 메달 집계
| 경기                  | 선수                     | 금                       | 은                       | 동                       | 합계                     | 순위                     |
| 1948년 런던           | 5                        | 0                        | 1                        | 0                        | 1                        | 28                       |
| 1952년 헬싱키         | 2                        | 0                        | 0                        | 2                        | 2                        | 37                       |
| 1956년 멜버른         | 6                        | 0                        | 0                        | 0                        | 0                        | -                        |
| 1960년 로마           | 서인도 연방 (BWI)의 일부 | 서인도 연방 (BWI)의 일부 | 서인도 연방 (BWI)의 일부 | 서인도 연방 (BWI)의 일부 | 서인도 연방 (BWI)의 일부 | 서인도 연방 (BWI)의 일부 |
| 1964년 도쿄           | 13                       | 0                        | 1                        | 2                        | 3                        | 28                       |
| 1968년 멕시코시티     | 19                       | 0                        | 0                        | 0                        | 0                        | -                        |
| 1972년 뮌헨           | 19                       | 0                        | 0                        | 0                        | 0                        | -                        |
| 1976년 몬트리올       | 13                       | 1                        | 0                        | 0                        | 1                        | 26                       |
| 1980년 모스크바       | 10                       | 0                        | 0                        | 0                        | 0                        | -                        |
| 1984년 로스앤젤레스   | 16                       | 0                        | 0                        | 0                        | 0                        | -                        |
| 1988년 서울           | 6                        | 0                        | 0                        | 0                        | 0                        | -                        |
| 1992년 바르셀로나     | 7                        | 0                        | 0                        | 0                        | 0                        | -                        |
| 1996년 애틀랜타       | 12                       | 0                        | 0                        | 2                        | 2                        | 68                       |
| 2000년 시드니         | 19                       | 0                        | 1                        | 1                        | 2                        | 61                       |
| 2004년 아테네         | 19                       | 0                        | 0                        | 1                        | 1                        | 71                       |
| 2008년 베이징         | 28                       | 1                        | 1                        | 0                        | 2                        | 47                       |
| 2012년 런던           | 30                       | 1                        | 1                        | 2                        | 4                        | 47                       |
| 2016년 리우데자네이루 | 30                       | 0                        | 0                        | 1                        | 1                        | 78                       |
| 2020년 도쿄           | 23                       | 0                        | 0                        | 0                        | 0                        | -                        |
| 2024년 파리           | 미래의 이벤트            |                          |                          |                          |                          |                          |
| 2028년 로스앤젤레스   | 미래의 이벤트            |                          |                          |                          |                          |                          |
| 2032년 브리즈번       | 미래의 이벤트            |                          |                          |                          |                          |                          |
| 합계                  | 합계                     | 3                        | 5                        | 11                       | 19                       | 76                       |

| 경기                         | 선수          | 금            | 은            | 동            | 합계          | 순위          |
| 1994년 릴레함메르            | 2             | 0             | 0             | 0             | 0             | -             |
| 1998년 나가노                | 2             | 0             | 0             | 0             | 0             | -             |
| 2002년 솔트레이크시티        | 3             | 0             | 0             | 0             | 0             | -             |
| 2006년 토리노                | 불참          |               |               |               |               |               |
| 2010년 밴쿠버                | 불참          |               |               |               |               |               |
| 2014년 소치                  | 불참          |               |               |               |               |               |
| 2018년 평창                  | 불참          |               |               |               |               |               |
| 2022년 베이징                | 2             | 0             | 0             | 0             | 0             | -             |
| 2026년 밀라노-코르티나담페초 | 미래의 이벤트 | 미래의 이벤트 | 미래의 이벤트 | 미래의 이벤트 | 미래의 이벤트 | 미래의 이벤트 |
| 합계                         | 합계          | 0             | 0             | 0             | 0             | -             |

### 종목별 메달
| 종목       | 금 | 은 | 동 | 합계 |
| ---------- | -- | -- | -- | ---- |
| 육상       | 3  | 4  | 8  | 15   |
| 역도       | 0  | 1  | 2  | 3    |
| 수영       | 0  | 0  | 1  | 1    |
| 합계 (3개) | 3  | 5  | 11 | 19   |

## 같이 보기
- 동계 올림픽에 참가한 열대 국가